# Wara ningyo
Le wara ningyo (藁人形?, wara ningyō) sono delle bambole di paglia della tradizione giapponese, variante paglierina delle katashiro, sarebbero il corrispettivo nipponico delle bambole vudù.

## Storia
Si pensa che risalgano al periodo Kamakura, anche se sono state ritrovate bambole simili risalenti al periodo Heian.

## Meccanismo magico
Tra le fibre della bambola di paglia vanno inseriti i capelli o un'immagine della persona che si vuole maledire, quindi se ne infilza il petto con un chiodo.
Sempre secondo la tradizione, colpendo la bambola nel punto in cui ha il cuore la persona, ne si provoca un attacco cardiaco.

## Altro
- Sono citate in Another Note: Il serial killer di Los Angeles.